# Hezly Rivera
Hezly Rivera, född 4 juni 2008 i Hackensack, New Jersey, är en amerikansk gymnast.
Rivera var en del av USA:s lag som tog silver i lagmångkamp vid juniorvärldsmästerskapen 2023. Vid samma mästerskap tog hon silver i det fria programmet. Hon är uttagen att representera USA i artistisk gymnastik vid OS 2024.